# Северо-Западный административный округ
Се́веро-За́падный администрати́вный о́круг (СЗАО) — один из двенадцати административных округов города Москвы. Включает 8 районов. Образован на территории бывших Тушинского и Ворошиловского районов.
Более 46 % площади Северо-Западного административного округа занимают природные ландшафты — лесопарковые массивы, водоёмы, заповедные зоны. СЗАО считается самым экологичным округом Москвы.
На территории округа находятся станции Большой Кольцевой, Таганско-Краснопресненской и Арбатско-Покровской линий метро, а также крупнейшее в Европе электродепо «Митино».

## Население
| 2002       | 2009     | 2010       | 2012       | 2013       | 2014       | 2015       |
| ---------- | -------- | ---------- | ---------- | ---------- | ---------- | ---------- |
| 779 965    | ↗800 253 | ↗942 223   | ↗949 912   | ↗959 548   | ↗973 629   | ↗979 614   |
| 2016       | 2017     | 2018       | 2019       | 2020       | 2021       | 2023       |
| ↗988 423   | ↗990 696 | ↗1 001 346 | ↗1 008 968 | ↗1 012 949 | ↗1 031 149 | ↗1 032 775 |
| 2024       |          |            |            |            |            |            |
| ↗1 039 596 |          |            |            |            |            |            |

### Национальный состав
По итогам переписи населения 2020 года проживали следующие национальности (национальности менее 0,1 % и другое, см. в сноске к строке «Другие»):
| Национальность | Численность, чел. | Доля     |
| -------------- | ----------------- | -------- |
| Русские        | 679 666           | 65,91 %  |
| Татары         | 5093              | 0,49 %   |
| Украинцы       | 4461              | 0,43 %   |
| Армяне         | 4273              | 0,41 %   |
| Узбеки         | 3088              | 0,30 %   |
| Азербайджанцы  | 2234              | 0,22 %   |
| Грузины        | 1691              | 0,16 %   |
| Таджики        | 1559              | 0,15 %   |
| Евреи          | 1499              | 0,15 %   |
| Белорусы       | 1431              | 0,14 %   |
| Другие         | 326 154           | 31,64 %  |
| Итого          | 1 031 149         | 100,00 % |

## Местное самоуправление
Префект округа с апреля 2012 года по апрель 2015 года — Говердовский Владимир Вячеславович.
С апреля 2015 года префект округа — Пашков Алексей Анатольевич.

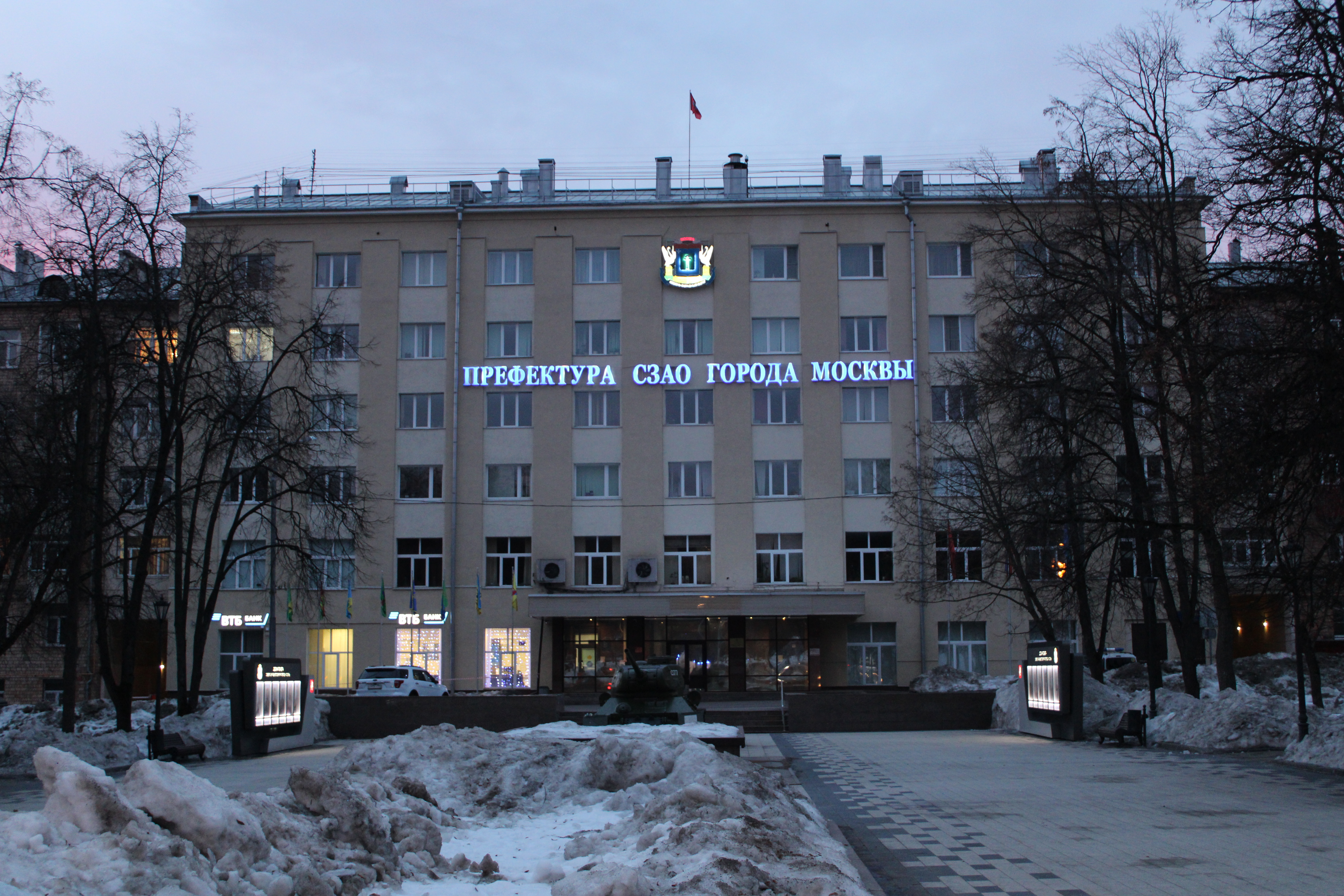
Здание префектуры округа

## Районы
| № | Название района      | Соответствующий муниципальный округ | Площадь, га | Население (на 01.01.2020), тыс. чел. | Плотность населения (на 01.01.2020), чел. / км² | Площадь жилого фонда (на 01.01.2008), тыс. м² |
| - | -------------------- | ----------------------------------- | ----------- | ------------------------------------ | ----------------------------------------------- | --------------------------------------------- |
| 1 | Куркино              | Куркино                             | 804         | ↗33 298                              | 4141.54                                         | 915                                           |
| 2 | Митино               | Митино                              | 1266        | ↗198 194                             | 15655.13                                        | 3492                                          |
| 3 | Покровское-Стрешнево | Покровское-Стрешнево                | 1290        | ↗67 364                              | 5222.02                                         | 1263                                          |
| 4 | Северное Тушино      | Северное Тушино                     | 940         | ↗172 055                             | 18303.72                                        | 2670                                          |
| 5 | Строгино             | Строгино                            | 1684        | ↗163 074                             | 9683.73                                         | 2321                                          |
| 6 | Хорошёво-Мнёвники    | Хорошёво-Мнёвники                   | 1781        | ↗182 497                             | 10246.88                                        | 2809                                          |
| 7 | Щукино               | Щукино                              | 768         | ↗110 486                             | 14386.2                                         | 2082                                          |
| 8 | Южное Тушино         | Южное Тушино                        | 794         | ↗112 628                             | 14184.89                                        | 1728                                          |

## Транспорт
На территории округа находятся станции  Большой Кольцевой линии (станции Народное Ополчение, Мнёвники, Терехово), Таганско-Краснопресненской (станции Октябрьское поле, Щукинская, Спартак, Тушинская, Сходненская, Планерная) и  Арбатско-Покровской линии (станции Пятницкое шоссе,  Митино, Волоколамская, Мякинино, Строгино) московского метро, электродепо Планерное и Митино.
Через территорию округа проходит линия  МЦД-2 со станциями Покровское-Стрешнево, Щукинская, Тушинская, Трикотажная, Волоколамская, Пенягино.
В округе действует большое количество маршрутов наземного общественного транспорта, связывающих округ с центром и районами Москвы, а также близлежащими городами Московской области (Красногорск, Химки).
По территории округа проходят важные улицы: Волоколамское, Пятницкое, Звенигородское, Строгинское шоссе, Проспект Маршала Жукова, улицы Свободы, Народного Ополчения, Маршала Бирюзова, Маршала Василевского, Маршала Катукова, Таллинская, Кулакова, Героев Панфиловцев, Сходненская, Митинская, Фабрициуса, Строгинский, Химкинский, Яна Райниса бульвары, Походный проезд.

## Образование
На территории округа насчитывается 110 школ и 133 дошкольных образовательных учреждений.
В 2008 году на территории округа, в районе Северное Тушино мэром Москвы Ю. Лужковым был официально открыт новый корпус Российского Химико-технологического Университета (РХТУ), который дополнил комплекс учебных корпусов университета, построенных ещё в 1980-е.
Библиотечные системы:
- Государственное бюджетное учреждение культуры города Москвы "Централизованная библиотечная система Северо-Западного административного округа".

## Религия

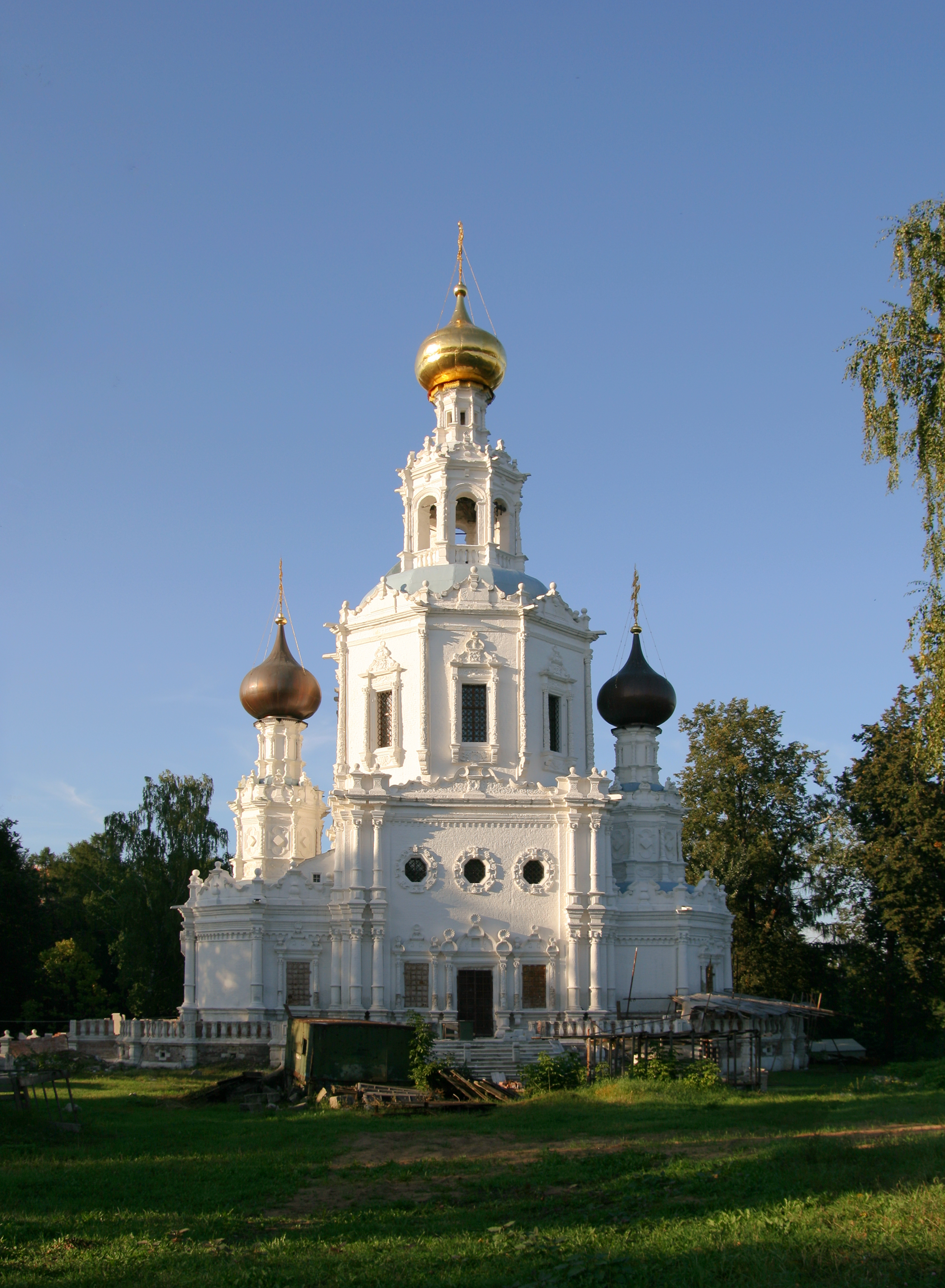
Троицкая церковь (Троице-Лыково)

На территории округа находится 21 православный храм и 9 часовен, входящих в состав Спасского и Успенского благочиний Московской городской епархии Русской православной церкви. Благочинный Успенского округа — протоиерей Георгий Крылов, настоятель храма Новомучеников и Исповедников Российских в Строгино. Духовное окормление приходских храмов Успенского благочиния поручено епископу Бронницкому Парамону (Голубке).